# Annemarie Schulte
Annemarie Schulte (Coevorden, 13 februari 1985) is een Nederlandse voormalige sprintster uit Dalerveen. Ze werd negenmaal Nederlands kampioene op de 400 m (in- en outdoor).

## Loopbaan
Schulte werd in 2007 in Amsterdam voor de tweede maal Nederlands kampioene op de 400 m in 53,49 s. Eerder dat jaar was ze in Gent voor de vierde maal nationaal indoorkampioene geworden in 54,13. In 2008 maakte ze de vijf vol door zich in Gent deze titel wederom toe te eigenen.
Vervolgens kende Annemarie Schulte een prima begin van het outdoorseizoen 2008. Allereerst stelde zij tijdens de FBK Games in Hengelo haar P.R. bij tot 52,96 in een race, waarin zij als zesde finishte. Vervolgens klopte ze op 14 juni tijdens de wedstrijden om de Gouden Spike in Leiden met een tijd van 53,26 in een spannend duel de Britse meerkampster Kelly Sotherton (bronzenmedaillewinnares op de wereldkampioenschappen in Osaka), die finishte in 53,37. En ten slotte liet ze er in het Amsterdams Olympisch Stadion tijdens de nationale baankampioenschappen geen misverstand bestaan, wie de nationale 400-metertitel toekwam: in 53,20 prolongeerde zij haar titel van vorig jaar, haar derde in totaal.
In 2009 haalde ze in Apeldoorn tijdens de eerste Nederlandse indoorkampioenschappen in het nieuwe Omnisportcentrum, voor de zesde maal in totaal en de vijfde in successie de Nederlandse titel op de 400 m naar zich toe. De zomer van 2009 verliep niet succesvol. Bij een wedstrijd in juli in Eindhoven scheurde ze haar achillespees, hetgeen een operatie en een langdurige revalidatie betekende.
Annemarie Schulte is lid van de atletiekvereniging De Sperwers.

## Nederlandse kampioenschappen

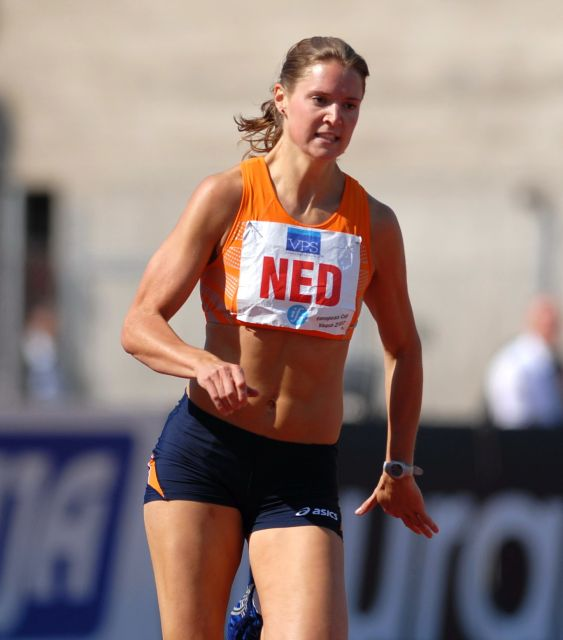
Tijdens de Europacup 2007

Outdoor
| Onderdeel | Jaar             |
| --------- | ---------------- |
| 400 m     | 2003, 2007, 2008 |

Indoor
| Onderdeel | Jaar                               |
| --------- | ---------------------------------- |
| 400 m     | 2003, 2005, 2006, 2007, 2008, 2009 |

## Persoonlijke records
Outdoor
| Onderdeel | Prestatie | Datum            | Plaats   |
| --------- | --------- | ---------------- | -------- |
| 100 m     | 12,16 s   | 20 mei 2007      | Den Haag |
| 150 m     | 17,73 s   | 5 mei 2007       | Lisse    |
| 200 m     | 24,61 s   | 2 september 2007 | Vught    |
| 300 m     | 38,05 s   | 5 mei 2007       | Lisse    |
| 400 m     | 52,96 s   | 24 mei 2008      | Hengelo  |
| 800 m     | 2.08,77   | 22 april 2007    | Leiden   |

Indoor
| Onderdeel | Prestatie | Datum           | Plaats  |
| --------- | --------- | --------------- | ------- |
| 400 m     | 53,67 s   | 22 januari 2005 | Münster |

## Prestatieontwikkeling
| Jaar | 400 m (outdoor) | 400 m (indoor) |
| ---- | --------------- | -------------- |
| 2001 | 55,78           | 58,62          |
| 2002 | 57,11           | 57,24          |
| 2003 | 54,16           | 56,03          |
| 2004 | 53,67           | 54,08          |
| 2005 | 53,49           | 53,67          |
| 2006 | 53,42           | 54,13          |
| 2007 | 53,13           | 54,68          |
| 2008 | 52,96           | 54,38          |
| 2009 | 54,41           | 54,47          |
| 2010 | --              | --             |

## Palmares

### 300 m
- 2012:  Ter Specke Bokaal te Lisse - 39,19 s

### 400 m
- 2003:  NK indoor - 56,03 s
- 2003:  Ter Specke Bokaal in Lisse - 55,59 s
- 2003:  NK - 54,24 s
- 2003: 6e EJK - 54,66 s
- 2004:  NK indoor - 54,08 s
- 2004: 7e WJK - 53,67 s
- 2005:  NK indoor - 53,74 s
- 2005: 4e Europacup B - 53,60 s
- 2006:  NK indoor - 54,13 s
- 2006:  NK - 54,33 s
- 2007:  NK indoor - 54,68 s
- 2007:  NK - 53,49 s
- 2007: 8e EK U23 - 53,79 s
- 2008:  NK indoor - 54,38 s
- 2008:  NK - 53,20 s
- 2009:  NK indoor - 54,47 s

### 800 m
- 2010: 6e NK - 2.11,56
- 2011: 7e NK indoor - 2.12,93